# Сухожебри
Сухожебри (пол. Suchożebry) — село в Польщі, у гміні Сухожебри Седлецького повіту Мазовецького воєводства. Населення — 629 осіб (2011).
У 1975–1998 роках село належало до Седлецького воєводства.

## Демографія
Демографічна структура станом на 31 березня 2011 року:
|          | Загалом | Допрацездатний вік | Працездатний вік | Постпрацездатний вік |
| -------- | ------- | ------------------ | ---------------- | -------------------- |
| Чоловіки | 311     | 81                 | 201              | 29                   |
| Жінки    | 318     | 59                 | 194              | 65                   |
| Разом    | 629     | 140                | 395              | 94                   |

## Галерея

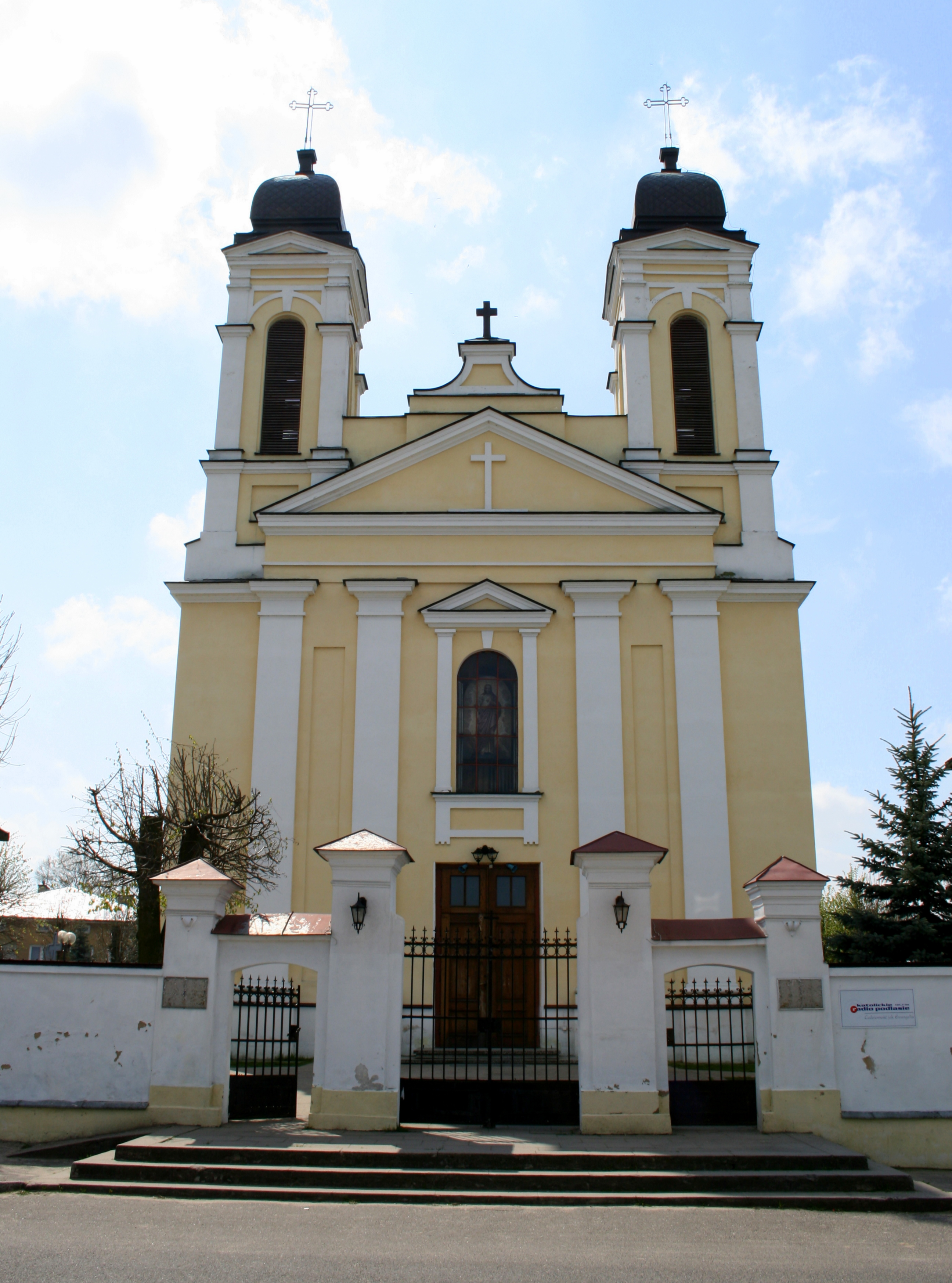
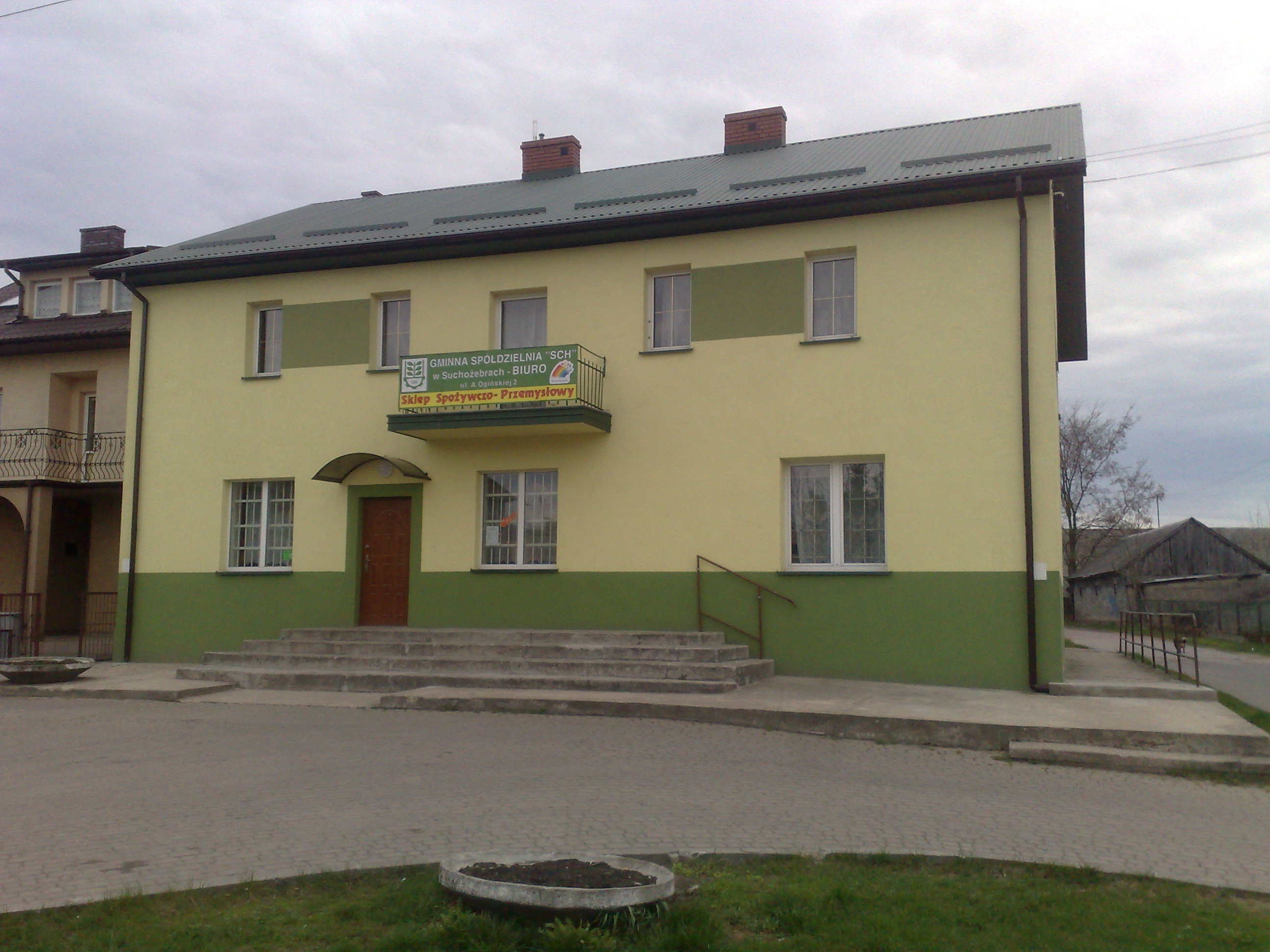
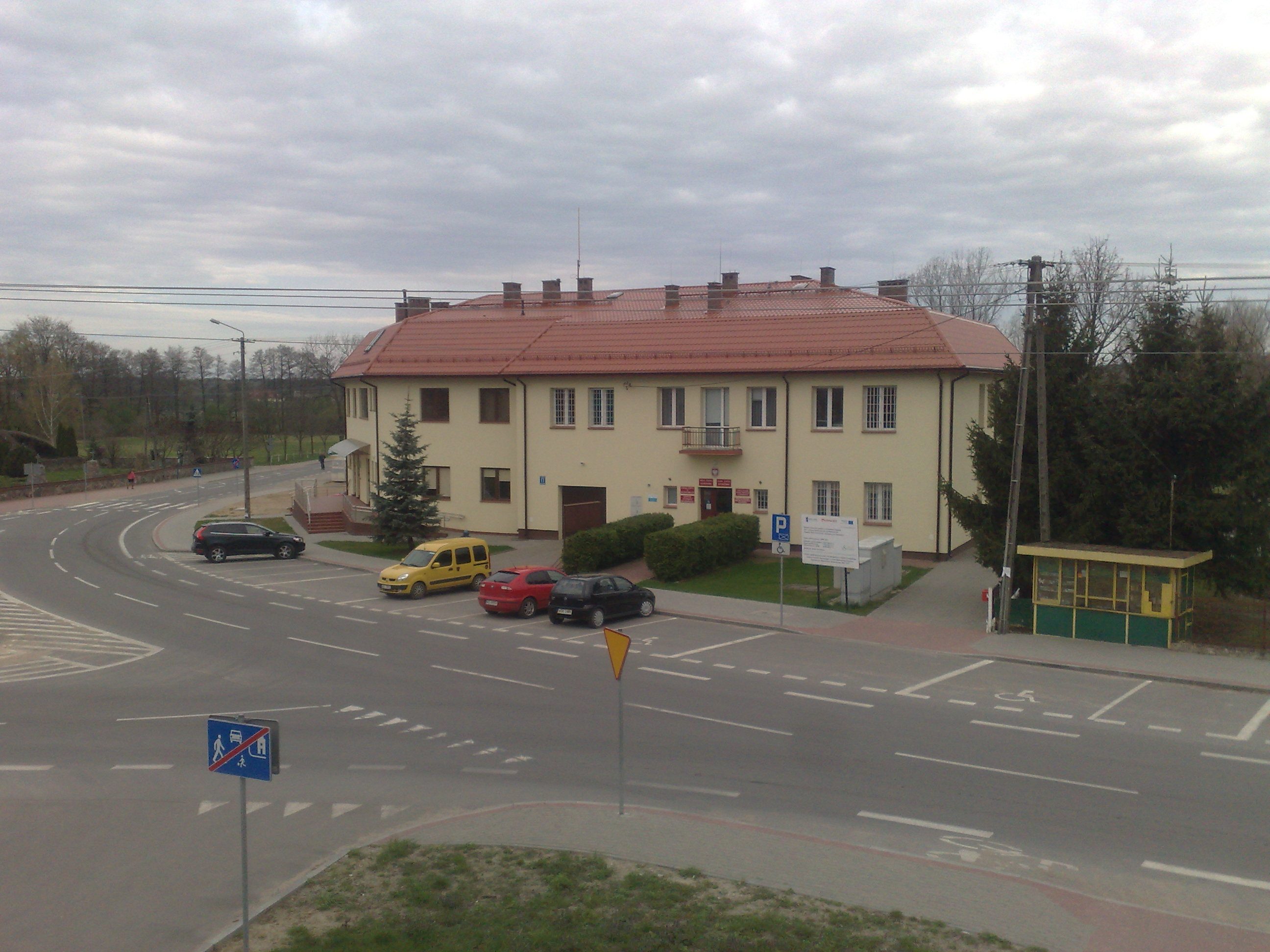